# Ghostbusters
Ghostbusters er en amerikansk komediefilm fra 1984 instrueret af Ivan Reitman efter manuskript af Dan Aykroyd og Harold Ramis, der sammen med Bill Murray, Ernie Hudson og Sigourney Weaver spiller hovedrollerne i filmen. Filmen blev efterfulgt af tegnefilmsserien The Real Ghostbusters (1986-1991), filmen Ghostbusters II (1989) og den nyere tegnefilmsserie Extreme Ghostbusters (1997).

## Medvirkende
- Bill Murray som Peter Venkman
- Dan Aykroyd som Ray Stantz
- Harold Ramis som Egon Spengler
- Sigourney Weaver som Dana Barett
- Ernie Hudson som Winston Zeddemore
- Rick Moranis som Louis Tully
- Annie Potts som Janine Melnitz
- William Atherton
- David Margulies
- Slavitza Jovan
- Ivan Reitman